# 1415 az irodalomban
Az 1415. év az irodalomban.

## Születések
- december 1. – Jan Długosz latin nyelven író késő középkori lengyel történetíró († 1480)